# Manga Time Kirara
Manga Time Kirara (jap. まんがタイムきらら Manga Taimu Kirara) – japoński miesięcznik z mangami seinen, wydawany od maja 2002 roku nakładem wydawnictwa Hōbunsha. W magazynie publikowane są głównie serie w formacie yonkoma. Jest sprzedawany 9 dnia każdego miesiąca, jego pierwszy numer ukazał się zaś 17 maja 2002 roku jako specjalne wydanie Manga Time, innego magazynu tego samego wydawnictwa.

## Wybrane serie
Opracowano na podstawie źródła.
- Acchi kocchi (Ishiki)
- Hoshikuzu Telepath (Rasuko Ōkuma)
- K-On! (Kakifly)
- Sansha sanyō (Cherry Arai)
- Slow Start (Yuiko Tokumi)
- Yuyushiki (Komata Mikami)